# Spoorlijn Jülich - Puffendorf
De spoorlijn Jülich Nord - Puffendorf, ook bekend als de Jülicher Kreisbahn was een Duitse spoorlijn tussen Jülich en Puffendorf bekend als spoorlijn 9241.

## Geschiedenis
Het traject werd door de Kreis Jülich in twee fasen geopend. In 1911 tussen Kirchberg en Puffendorf, gevolgd door het gedeelte tussen Jülich en Kirchberg in 1912. In 1971 werd het personenverkeer op de lijn opgeheven, gevolgd door het goederenverkeer in 1999.

## Huidige toestand
Er waren plannen om de lijn weer te heropenen als onderdeel van de Euregiobahn. Sinds 2007 zijn deze echter van de baan en ligt de lijn er verwaarloosd bij en zijn er diverse overwegen verwijderd. Het stationsgebouw van Ederen, dat na de oorlogsjaren is gebouwd, is in april 2017 afgebroken.